# Muraunberg (Gemeinde St. Veit an der Glan)
Muraunberg ist eine Ortschaft in der Gemeinde St. Veit an der Glan im Bezirk Sankt Veit an der Glan in Kärnten, in Österreich. Die Ortschaft hat 69 Einwohner (Stand 1. Jänner 2024). Sie liegt auf dem Gebiet der Katastralgemeinde Niederdorf.

## Lage

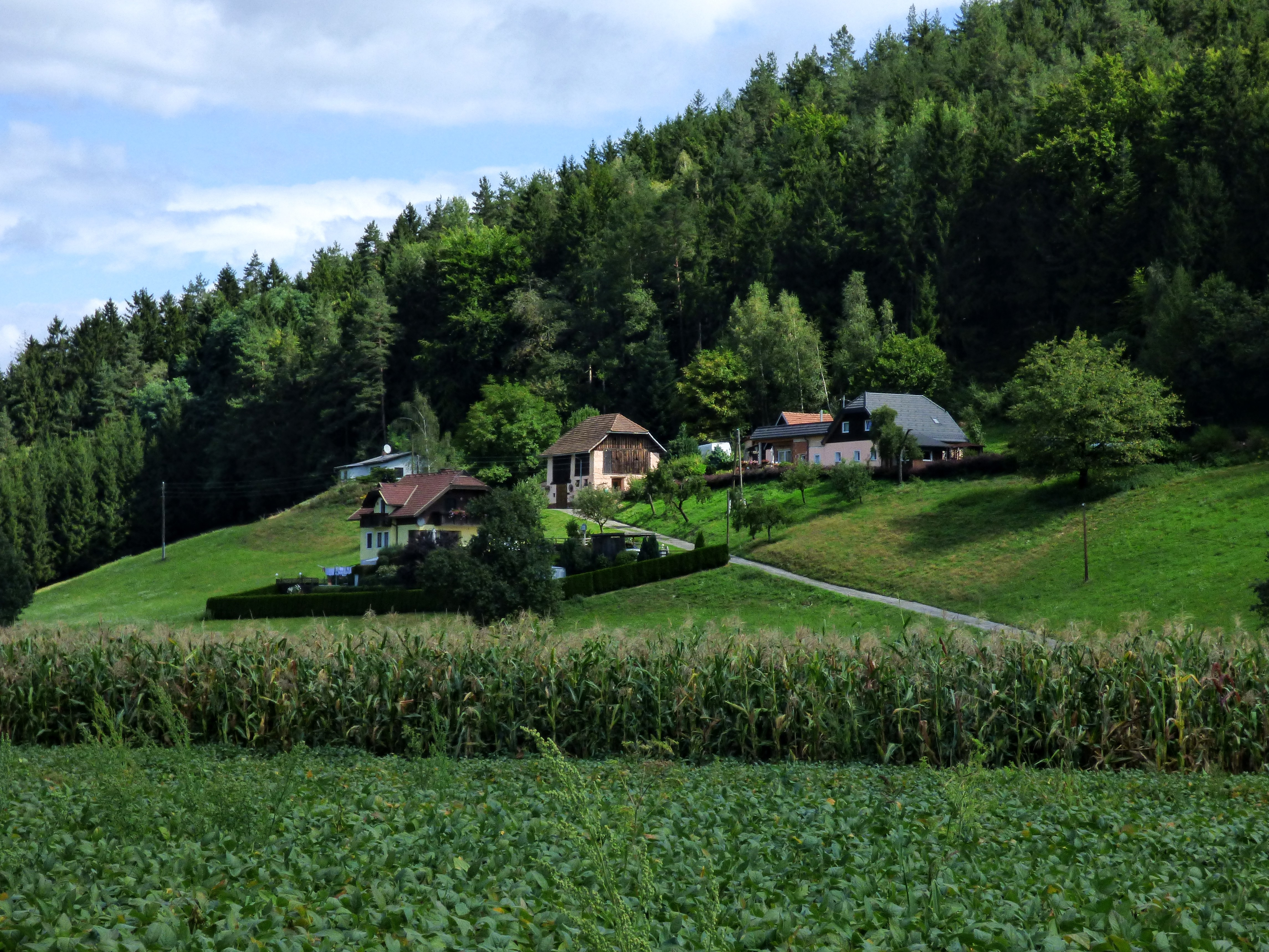
Häuser Muraunberg Nr. 20 (links im Hintergrund), Nr. 22 (vorne) und Nr. 10 (Bergbauer, rechts)

Die Ortschaft liegt im Glantaler Bergland im Süden des Bezirks Sankt Veit, an den Hängen an der Südseite des Muraunbergs, zwischen Glandorf und Hörzendorf.

## Geschichte
In der Steuergemeinde Niederdorf liegend, gehörte der Ort in der ersten Hälfte des 19. Jahrhunderts zum Steuerbezirk Karlsberg. Bei Bildung der Ortsgemeinden im Zuge der Reformen nach der Revolution 1848/49 kam Muraunberg an die Gemeinde Hörzendorf (die zunächst unter dem Namen Gemeinde Karlsberg geführt wurde), 1972 an die Gemeinde Sankt Veit an der Glan.

## Bevölkerungsentwicklung
Für die Ortschaft ermittelte man folgende Einwohnerzahlen:
- 1869: 14 Häuser, 89 Einwohner[3]
- 1880: 14 Häuser, 96 Einwohner[4]
- 1890: 13 Häuser, 113 Einwohner[5]
- 1900: 13 Häuser, 100 Einwohner[6]
- 1910: 11 Häuser, 86 Einwohner[7]
- 1923: 10 Häuser, 71 Einwohner[8]
- 1934: 55 Einwohner[9]
- 1961: 10 Häuser, 50 Einwohner[10]
- 2001: 22 Gebäude (davon 19 mit Hauptwohnsitz) mit 23 Wohnungen; 65 Einwohner und 5 Nebenwohnsitzfälle; 24 Haushalte; 2 Arbeitsstätten, 9 land- und forstwirtschaftliche Betriebe[11]
- 2011: 25 Gebäude, 80 Einwohner, 29 Haushalte, 2 Arbeitsstätten[12]
- 2021: 28 Gebäude, 73 Einwohner, 30 Haushalte, 9 Arbeitsstätten[13]